# リンダ・ウールヴァートン
リンダ・ウールヴァートン（Linda Woolverton、1959年 - ）は、アメリカ合衆国の脚本家。カリフォルニア州ロングビーチ出身。ディズニー作品を多く手掛けていることで有名。

## フィルモグラフィ
- 美女と野獣 Beauty and the Beast (1991) 脚本
- 奇跡の旅 Homeward Bound: The Incredible Journey (1993) 脚本
- ライオン・キング The Lion King (1994) 脚本
- ムーラン Mulan (1998) 脚色
- 北極のナヌー Arctic Tale (2007) 脚本
- アリス・イン・ワンダーランド Alice in Wonderland (2010) 脚本・製作
- マレフィセント Maleficent (2014) 脚本
- マレフィセント2 Maleficent: Mistress of Evil (2019) 脚本